# Габилондо, Игор
Игор Габило́ндо дель Кампо (исп. Igor Gabilondo del Campo; 10 февраля 1979, Сан-Себастьян, Испания) — испанский футболист, выступавший на позиции полузащитника.

## Биография

### Клубная карьера
Воспитанник клуба «Реал Сосьедад». На взрослом уровне начинал играть в фарм-клубе «Сосьедада» в испанской Терсере, где отыграл три сезона. Начиная с сезона 2000/01, Габилондо стал играть за основной состав команды в Ла Лиге. По итогам сезона 2002/03 занял с командой второе место в чемпионате Испании и, таким образом, «Реал Сосьедад» получил автоматическую путёвку в групповой этап Лиги чемпионов УЕФА. В следующем сезоне Габилондо принял участие в 4 матчах группового этапа и добрался с клубом до стадии 1/8 финала, где «Реал Сосьедад» уступил французскому клубу «Олимпик Лион». Покинув команду в 2006 году, Габилондо подписал контракт с «Атлетик Бильбао». В составе «Атлетика» футболист выступал на протяжении шести сезонов и не добился с командой серьёзных достижений в национальном чемпионате, однако в сезоне 2008/09 вместе с командой он стал финалистом Кубка Испании, а в свой последний сезон в клубе дошёл до финала Лиги Европы УЕФА 2011/12, в котором «Атлетик» уступил мадридском «Атлетико» со счётом 0:3. Сам Габилондо остался в этом матче на скамейке запасных. Летом 2012 года футболист перешёл в кипрский клуб «АЕК Ларнака», где за полгода провёл 6 матчей, после чего завершил игровую карьеру.

### Карьера в сборной
Габилондо был игроком неофициальной сборной Страны Басков, за которую сыграл 12 матчей и забил 1 гол.